# Cá cóc bướu Đại Lương
Tylototriton taliangensis (tên tiếng Anh là Taliang Knobby Newt) là một loài kỳ giông thuộc họ Salamandridae.
Loài này chỉ có ở Trung Quốc.
Môi trường sống tự nhiên của chúng là rừng ẩm vùng đất thấp nhiệt đới hoặc cận nhiệt đới, đầm nước ngọt, đầm nước ngọt có nước theo mùa, ao, và đất có tưới tiêu.